# Helius (Helius) attenuatus
Helius (Helius) attenuatus is een tweevleugelige uit de familie steltmuggen (Limoniidae). De soort komt voor in het Oriëntaals gebied.